# Global Alliance for Banking on Values
Globální aliance pro bankovnictví založené na hodnotách (anglicky The Global Alliance for Banking on Values, (GABV)) je nezávislá síť bank a spořitelních družstev, které sdílejí myšlenku použití peněz k podpoře udržitelné ekonomiky, společenského a environmentálního rozvoje. Aliance sdružuje 54 finančních institucí z celého světa, které mají celkem téměř 50 miliónů zákazníků. Celkem drží více než 163 miliard dolarů kombinovaných aktiv, která spravuje 60 000 zaměstnanců.
Aliance vznikla v roce 2009. Členství je podmíněno přihlášením se k používání financí pro řešení globálních problémů a podpoře pozitivní a udržitelné alternativy k současnému finančnímu systému.

## Principy bankovnictví založeného na hodnotách
1. Přístup dle modelu trojí zodpovědnosti jako jádra podnikání.
2. Vycházet z potřeb komunit a slouží reálné ekonomice, umožnit aby nové způsoby podnikání naplňovaly obojí.
3. Budovat dlouhodobé vztahy s klienty a rozumět jejich ekonomice a rizikům.
4. Fungovat dlouhodobé, soběstačně a být odolný vůči narušení zvnějšku.
5. Řídit transparentně a inkluzivně.
6. Zahrnout všechny tyto prvky jako součást bankovní kultury.